# It's Beginning to Look a Lot Like Christmas
 "It's Beginning to Look a Lot Like Christmas" é uma canção de Natal escrita em 1951 por Meredith Willson. A canção foi originalmente intitulada "It's Beginning To Look Like Christmas". A música foi gravada por muitos artistas, mas foi um sucesso para Perry Como e The Fontane Sisters com Mitchell Ayres & His Orchestra em 18 de setembro de 1951, e lançado na RCA Victor como 47-4314 (45 rpm) e 20-4314 ( 78 rpm). Bing Crosby gravou uma versão em 1 de outubro de 1951, que também foi amplamente tocada. 

## Composição
Uma crença popular em Yarmouth, Nova Escócia, sustenta que Willson escreveu a canção enquanto estava no Grand Hotel de Yarmouth.  A música faz referência a uma "tree in the Grand Hotel, one in the park as well'' (árvore no Grand Hotel, uma no parque também...";) o parque é o Frost Park, do outro lado da rua do Grand Hotel, que ainda funciona em um novo edifício no mesmo local do antigo hotel.  Também menciona o ''Five and Ten'' que era uma loja em Yarmouth na época. 
Também é possível que o "Grand Hotel" que Willson mencionou na música tenha sido inspirado no Historic Park Inn Hotel em sua cidade natal, Mason City, Iowa. O Park Inn Hotel é o último hotel remanescente no mundo projetado pelo arquiteto Frank Lloyd Wright, e está situado no centro de Mason City, com vista para o parque central. 

## Cultura popular
Johnny Mathis gravou a música para seu álbum de 1986, Christmas Eve, com Johnny Mathis ; Esta versão ganhou popularidade após sua inclusão no filme de 1992, Home Alone 2: Lost in Nova York. Gradualmente, as gravações de Mathis começaram a receber uma ampla transmissão de rádio, e nos últimos    anos esta versão tem sido um dos 10 maiores sucessos do Natal. 
A canção é, também, a canção inicial do filme de suspense Krampus: O Terror do Natal. 

## Versão de Michael Bublé
"It's Beginning to Look a Lot Like Christmas" é uma canção do cantor canadense Michael Bublé. A música foi lançada em 24 de outubro de 2011, como a primeira faixa do álbum de Natal de Bublé. No entanto, sua capa foi lançada como o segundo single do álbum em 18 de novembro de 2012, alcançando grande sucesso. 
| Parada (2011–2019)                                                           | Posição |
| ---------------------------------------------------------------------------- | ------- |
| Áustria (Ö3 Austria Top 75)                                                  | 18      |
| Canadá (Canadian Hot 100)                                                    | 23      |
| ERRO: DEVE FORNECER ano PARA PARADA checa                                    | 8       |
| Dinamarca (Tracklisten)                                                      | 7       |
| Europe (European Hot 100 Singles)                                            | 16      |
| Finlândia (Suomen virallinen lista)                                          | 5       |
| França (SNEP)                                                                | 100     |
| O campo songid é OBRIGATÓRIO PARA PARADA ALEMÃ                               | 15      |
| Greece International Digital Singles (IFPI)                                  | 18      |
| Hungria (Single Top 40)CAMPO DE ANO E SEMANA OBRIGATÓRIO PARA PARADA HÚNGARA | 22      |
| Hungria (Stream Top 40)CAMPO DE ANO E SEMANA OBRIGATÓRIO PARA PARADA HÚNGARA | 2       |
| ERRO: DEVE FORNECER DATA PARA PARADA IRLANDESA                               | 11      |
| Itália (FIMI)                                                                | 27      |
| Países Baixos (Single Top 100)                                               | 7       |
| Nova Zelandia (Recorded Music NZ)                                            | 5       |
| Noruega (VG-lista)                                                           | 10      |
| Portugal (AFP)                                                               | 16      |
| ERRO: DEVE FORNECER DATA PARA PARADA ESCOCESA                                | 60      |
| Singapura (RIAS)                                                             | 23      |
| ERRO: DEVE FORNECER ano PARA TABELA eslovaca                                 | 75      |
| ERRO: DEVE FORNECER ano PARA TABELA eslovaca                                 | 6       |
| South Korea International (Gaon)                                             | 65      |
| Espanha (PROMUSICAE)                                                         | 45      |
| Suécia (Sverigetopplistan)                                                   | 4       |
| Suíça (Schweizer Hitparade)                                                  | 14      |
| ERRO: DEVE FORNECER DATA PARA PARADA UK                                      | 7       |
| Estados Unidos (Billboard Hot 100)                                           | 96      |
| Estados Unidos (Billboard Adult Contemporary)                                | 2       |
| Estados Unidos (Billboard Christian Songs)                                   | 32      |
| US Holiday 100 (Billboard)                                                   | 10      |

## Outras versões
- 2002: America no álbum Harmony
- 2007: The Four Freshmen em seu álbum.
- 2008: Harry Connick Jr. em seu álbum What a Night! Um álbum de natal
- 2009: Connie Talbot no seu álbum Connie Talbot's Holiday Magic
- 2009: Andrea Bocelli junto com Kenny Loggins, Olivia Newton-John e Richard Marx, em seu álbum My Christmas
- 2015: Jann Arden em seu álbum A Jann Arden Christmas
- 2016: Laura Pausini em seu álbum Laura Xmas
- 2017: Noah Cyrus em seu single promocional
- 2018: Pentatonix em seu álbum Christmas Is Here!